# Wolfgang Pintzka

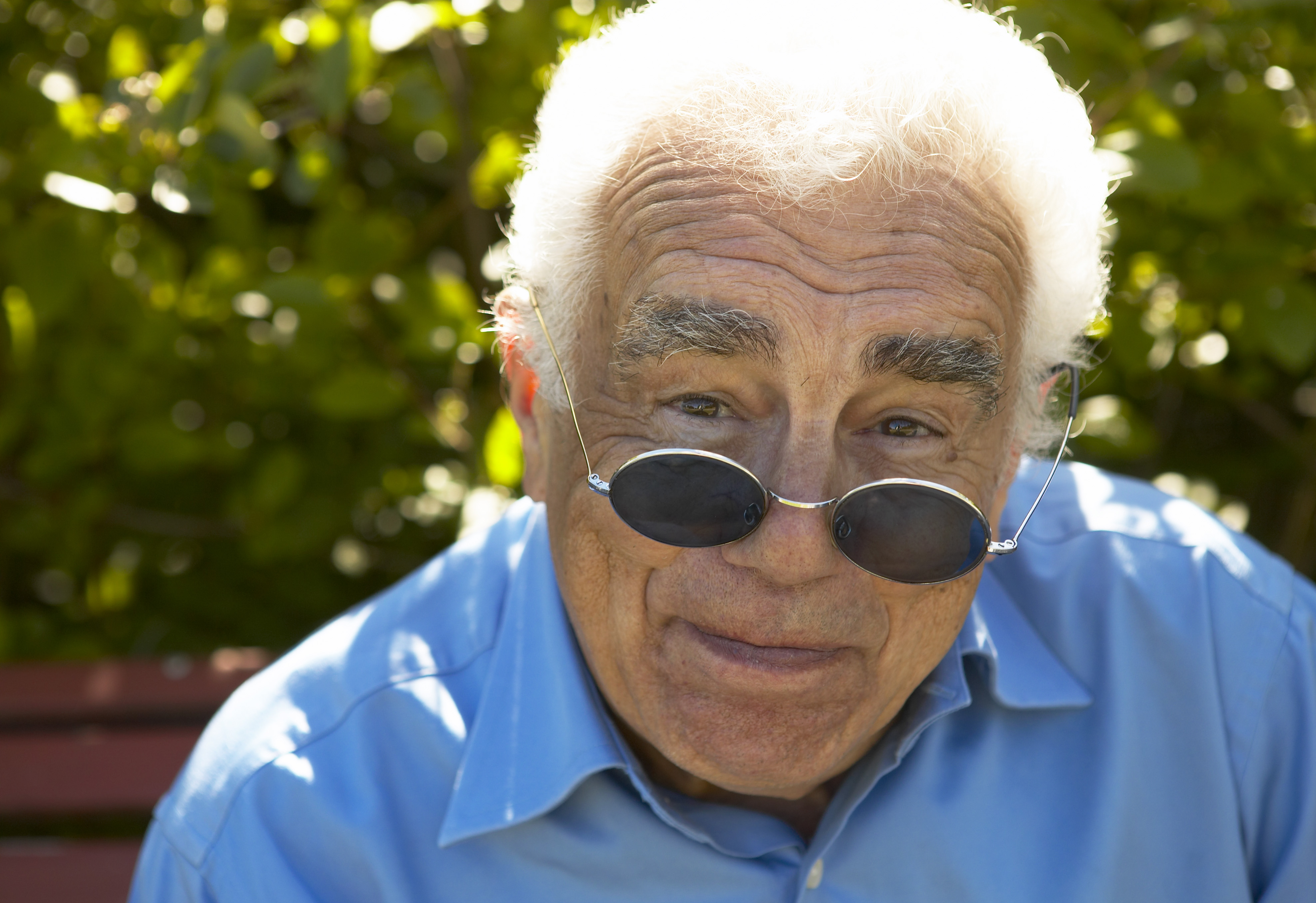
Wolfgang Pintzka

Wolfgang Michael Pintzka (* 7. Oktober 1928 in Zwickau, Sachsen, Deutsches Reich; † 23. Juli 2006 in Oslo, Norwegen) war ein deutscher Theaterregisseur. Er hat mit Bertolt Brecht und Helene Weigel im Berliner Ensemble zusammengearbeitet und galt als führender Brecht-Interpret.

## Leben
Sein Großvater war ungarischer Jude. Wolfgang Pintzka gehörte als Schüler der Staatlichen Oberschule Zwickau der Hitler-Jugend an und wurde in den letzten Kriegstagen 1945 zum Volkssturm in Rittersgrün eingezogen. Nach dem Zweiten Weltkrieg verbrachte er aufgrund von „Werwolf“-Anschuldigungen fünf Jahre in einem Strafarbeitslager in Sibirien. Nach 1950 holte er sein Abitur nach und studierte am Theaterinstitut Weimar/Leipzig. Als Mitarbeiter und Regieassistent am Berliner Ensemble wurde er Schüler von Erich Engel und enger Mitarbeiter von Helene Weigel. Von 1963 bis 1967 leite er als Intendant das Theater Gera. Ab 1966 übernahm er Regiearbeiten an Theatern in Finnland, Island und Norwegen sowie Dozenturen an Theaterinstituten. Seit 1984 lebte er in Norwegen, dort gründete er auch eine Familie. 60-jährig konvertierte er formell zum Judentum.
In seinen Erinnerungen aus zwei Welten schildert Pintzka u. a. seinen Weg zurück zu den jüdischen Wurzeln seiner großelterlichen Familie aus der Berliner Oranienburger Straße.
Pintzka starb am 23. Juli 2006 in Oslo an Krebs.

## Autobiographien
- Von Sibirien in die Synagoge. Erinnerungen aus zwei Welten. Hentrich & Hentrich, Teetz 2002, ISBN 978-3-933471-31-4 (= Jüdische Memoiren. Band 8); 2003 norwegisch erschienen: Fra Sibir til synagogen: erindringer fra to verdener, übersetzt von Liv Schøyen, ISBN 82-7547-143-5.
- Pulverturm und Schwanenteich – Eine Jugend in Sachsen. Mit einem Vorwort von Bernd-Lutz Lange, herausgegeben von Rocco Damm. Hohenheim, Stuttgart / Leipzig 2006, ISBN 3-89850-144-2.

## Theater
- 1961: Bertolt Brecht/Kurt Weill: Die Dreigroschenoper (Gerhart-Hauptmann-Theater Görlitz)
- 1963: Bertolt Brecht: Schweyk im Zweiten Weltkrieg – Regie mit Erich Engel (Berliner Ensemble)
- 1967: Helmut Baierl: Mysterium Buffo – Variante für Deutschland (Volksbühne Berlin)
- 1968: Armand Gatti: V wie Vietnam – Regie mit Hans-Joachim Martens (Volksbühne Berlin)
- 1968: Dario Fo: Siebentens: Stiehl ein bißchen weniger (Volksbühne Berlin)
- 1970: Bertolt Brecht: Die Dreigroschenoper – Regie mit Werner Hecht (Berliner Ensemble)
- 1970: Kurt Bartsch/Reiner Bredemeyer (Nach Jacques Offenbach): Orpheus (Volksbühne Berlin)
- 1973: George Bernard Shaw: Frau Warrens Beruf (Berliner Ensemble)
- 1973: Bertolt Brecht: Turandot oder der Kongress der Weißwäscher – Regie mit Peter Kupke (Berliner Ensemble)